# 德涅斯特河沿岸宪法

德涅斯特河沿岸国旗

德涅斯特河沿岸摩尔达维亚共和国宪法（俄语：Конституция Приднестровской Молдавской Республики），为德涅斯特河沿岸摩尔达维亚共和国的最高法律。1990年，制宪最高苏维埃在蒂拉斯波尔举行，颁布了德涅斯特河沿岸摩尔达维亚共和国第一部宪法，该法部分参考自苏联宪法。德涅斯特河沿岸摩尔达维亚共和国宪法历经多次修订。现行宪法为2016年修订版。
德涅斯特河沿岸摩尔达维亚共和国宪法中规定德涅斯特河沿岸摩尔达维亚共和国实行总统制。总统为国家元首，并任命德涅斯特河沿岸总理为政府首脑，并同时担任武装部队统帅。总统通过直选产生，任期为5年，可连任一次。